# Banda C

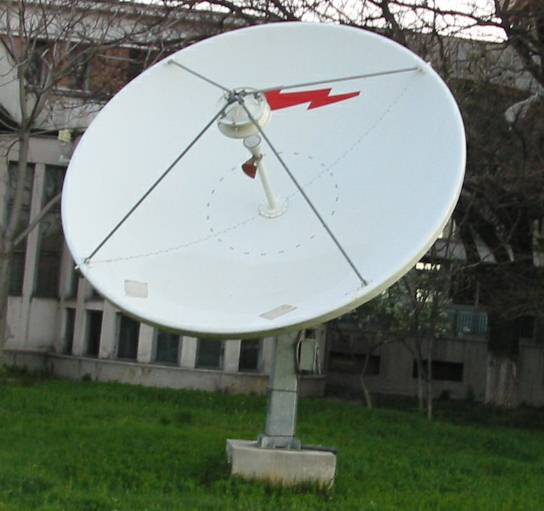
Antena parabólica para Banda C.

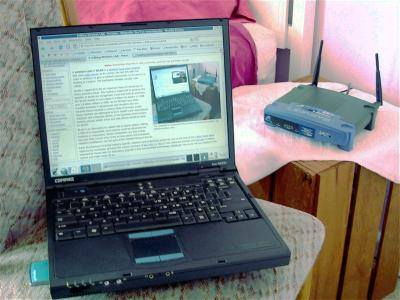
A Banda C é usada por redes Wi-fi de 5 GHz, por exemplo, para conectar laptops (esquerda) à Internet por meio de um roteador sem fio (direita).

A Banda C é uma faixa de frequência utilizada nas comunicações com satélites, redes de telefonia móvel celular de quinta geração, redes sem fio e outras. É definido pelo Institute of Electrical and Electronics Engineers (IEEE) como o espectro que vai de 4,0 a 8,0 gigahertz (GHz). Já o órgão do governo americano "U.S. Federal Communications Commission" defini a banda C como indo de 3,7 a 4,2 GHz.